# Anbang Insurance Group
A Anbang Insurance Group (安邦保险集团, Ānbāng Bǎoxiǎn Jítuán) é uma empresa chinesa de gestão de participações sociais sediada em Pequim cujas subsidiárias lidam principalmente com seguro, bancos e serviços financeiros. Ela tem ativos avaliados em mais de 123 bilhões de dólares. Ela já foi descrita como "uma das empresas mais politicamente conectadas da China".
A Anbang foi fundada em 2004 por Wu Xiaohui, inicialmente como uma empresa de seguros para automóveis. Chen Xiaolu foi um dos primeiros diretores da companhia, porém afirmou que serviu apenas como conselheiro e não como acionista. Seus acionistas fundadores incluem a fabricante estatal de carros Shanghai Automotive Industry Corporation, que tinha 20% da Anbang. A também estatal do petróleo Sinopec comprou em 2005 uma participação de 20%.
Wu acabou preso pelo governo chinês em junho de 2017 devido investigações sobre as atividades da empresa, sendo processado por fraude. Reguladores do governo tomaram controle da Anbang em fevereiro do ano seguinte, afirmando que a companhia estava em perigo financeiro e com dívidas enormes devido suas grandes aquisições estrangeiras.